# Demi Schuurs
Demi Schuurs (Sittard, 1 de Agosto de 1993) é uma tenista profissional holandesa. Schuurs é filha do ex-jogador holandês de handball, Lambert Schuurs e irmã do futebolista Perr Schuurs que atua como zagueiro.

## Carreira

### Início Juvenil

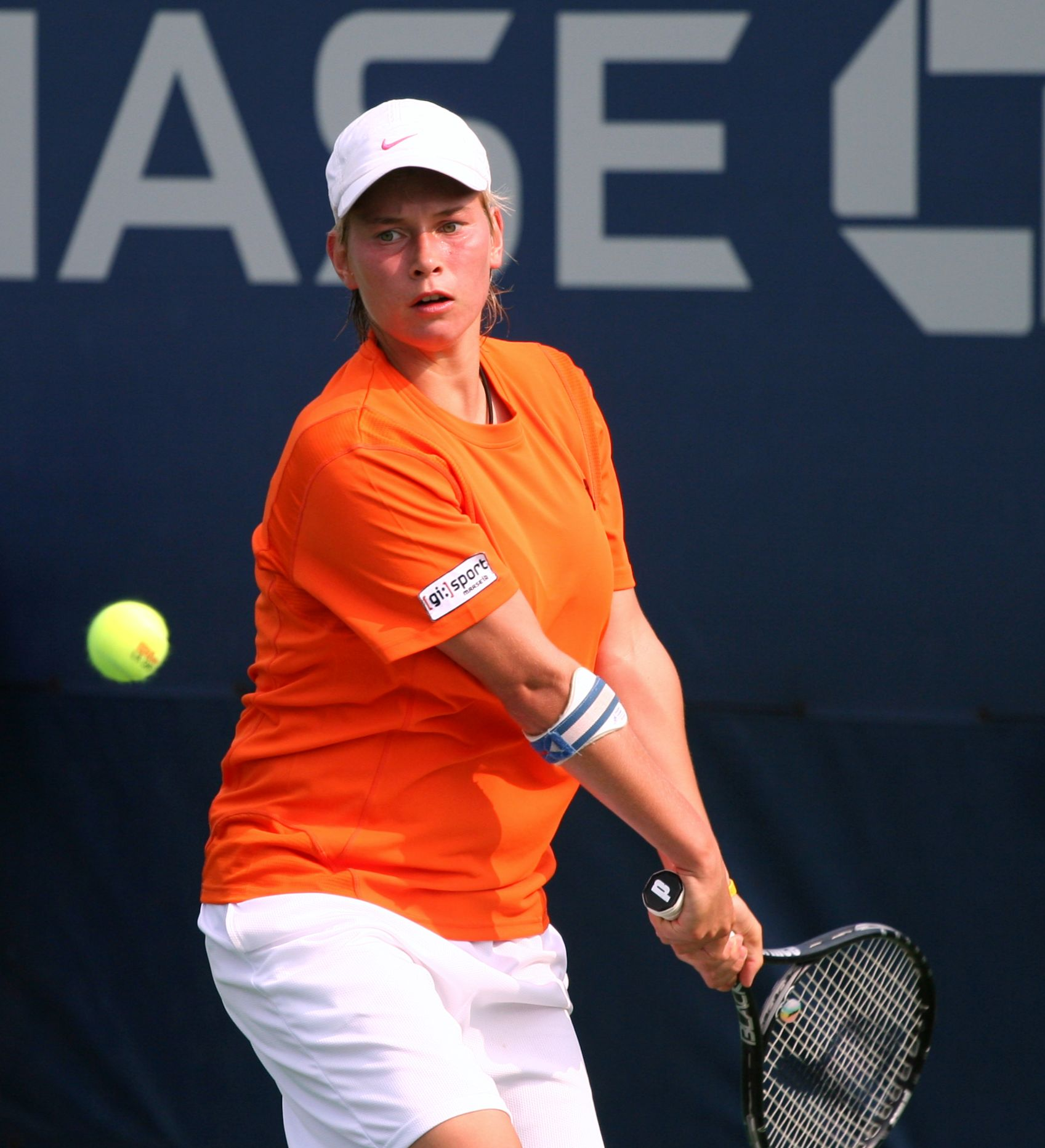
Demi Schuurs em 2011, no US Open junior

Em Wimbledon, no ano de 2011 e jogando ao lado da chinesa Tang Haochen, perdeu na final para  Eugenie Bouchard do Canadá e a estadunidense Grace Min.

### Profissional

#### 2021
Chegou na final do evento de duplas no Aberto da Alemanha junto a Nicole Melichar, mas acabaram sendo derrotadas pela dupla Aryna Sabalenka e a Victoria Azarenka.
Nos Jogos Olímpicos de Verão de 2020,  formou parceria com a ex-número 4 mundial Kiki Bertens e juntas foram derrotadas nas oitavas de final para as russas Veronika Kudermetova e Elena Vesnina. Este torneio marcou a última aparição de Kiki Bertens antes de sua aposentadoria.

#### 2022
No Madrid Open de 2022, ela alcançou a final de duplas no WTA 1000 espanhol. Em parceria com Desirae Krawczyk, ela perdeu para Giuliana Olmos e Gabriela Dabrowski.
Como cabeça de chave número 5 em duplas no Aberto do Canadá, ela chegou às semifinais novamente jogando em parceria com Desirae Krawczyk. Em tal partida, enfrentaram as estadunidneses Coco Gauff e Jessica Pegula, cabeças de chave número 7, sendo superadas e consequentimente eliminadas do torneio.
Em Fort Worth, disputando o WTA Finals ao lado de Desirae Krawczyk, chegou até a semifinal quando foram superadas diante da russa Veronika Kudermetova que jogou junto com a belga  Elise Mertens, as eventuais campeãs do torneio.

#### 2023
No Aberto da França, foi a quinta cabeça de chave, novamente formando parceria com Desirae Krawczyk. Elas pararam na terceira rodada, quando foram superadas por Hsieh Su-wei do Taiwan e a chinesa Wang Xinyu.
No Eastbourne International, novamente jogando em parceria com Desirae Krawczyk, ela conquistou o título de duplas no WTA 500 inglês.

#### 2024
Após a disputar a United Cup, Schuurs foi para Melbourne, onde iria disputar o Australian Open ao lado da brasileira Luisa Stefani.
Na primeira rodada do Australian Open de 2024, Stefani e Schuurs enfrentaram a croata Donna Vekić e a romena Sorana Cîrstea, saindo vitoriosas pelo placar de 6/2 7/5 em uma hora e vinte minutos de partida. Esse jogo marcou o início da parceria entre Stefani e Schuurs e a estreia da dupla no Australian Open. 
Pela segunda rodada das duplas femininas, Luisa e Demi disputaram uma partida de 2 horas e 47 minutos de duranção diante de Peyton Stearns e Caroline Dolehide, ambas dos Estados Unidos. O resultado final foi favorável para a brasileira e a holandesa com dois sets a um e parciais de 7/6 (8-6), 4/6 e 7/5.
Na terceira rodada, de oitavas de final, Schuurs e Stefani enfrentaram Ena Shibahara, japonesa ex parceira de Luisa, e Desirae Krawczyk, estadunidense ex parceira de Demi. A partida teve duração de 2 horas e 54 minutos e vitória de Luisa e Schuurs por 2 sets a um e 7/5, 2/6, e 7/6 (10-6) nas parciais com a dupla salvando 4 match-points e o placar chegando a estar 2/5 no terceiro set.. Com este resultado, a dupla classificou-se para as quartas de final de duplas femininas do Australian Open, que no caso de Stefani foi algo inédito em sua carreira.
Na rodada seguinte, de quartas de final. Schuurs e Stefani enfrentaram a belga Elise Mertens e a taiwanesa Hsieh Su-wei. Em uma hora e 23 minutos de partida, a dupla da brasileira e da holandesa foram superadas por 6/4 6/2 nas parciais. Com isso, Schuurs e Stefani encerraram a participação no Australian Open e na primeira competição da parceria.

## WTA finais

### Duplas: 1 (1 título)
| Legenda                                      |
| -------------------------------------------- |
| Grand Slam (0–0)                             |
| WTA Tour (0–0)                               |
| Tier I / Premier Mandatory & Premier 5 (0–0) |
| Tier II / Premier (0–0)                      |
| Tier III, IV & V / International (1–0)       |

| Títulos por Piso |
| ---------------- |
| Duro (1–0)       |
| Grama (0–0)      |
| Saibro (0–0)     |
| Carpete (0–0)    |

| Posição | N. | Data          | Campeonato                             | Piso     | Parceira            | Oponentes                       | Placar           |
| ------- | -- | ------------- | -------------------------------------- | -------- | ------------------- | ------------------------------- | ---------------- |
| Campeã  | 1. | 12 Abril 2015 | Katowice Open, Katowice, Polônia       | Duro (i) | Ysaline Bonaventure | Gioia Barbieri Karin Knapp      | 7-5, 4-6, [10–6] |
| Campeã  | 2. | 19 Julho 2015 | BRD Bucharest Open, Bucareste, Romênia | Saibro   | Oksana Kalashnikova | Andreea Mitu Patricia Maria Țig | 6-2, 6-2         |

### Junior Grand Slam Finais de Duplas (2–2)
| Posição | Ano  | Torneio             | Piso   | Parceira          | Oponente                          | Placar           |
| Campeã  | 2011 | US Open             | Duro   | Irina Khromacheva | Gabrielle Andrews Taylor Townsend | 6–4, 5–7, [10–5] |
| Vice    | 2011 | Wimbledon           | Grama  | Tang Haochen      | Eugenie Bouchard Grace Min        | 7–5, 2–6, 7–5    |
| Vice    | 2011 | Roland Garros       | Saibro | Victoria Kan      | Irina Khromacheva Maryna Zanevska | 4–6, 5–7         |
| Campeã  | 2011 | Aberto da Austrália | Duro   | An-Sophie Mestach | Eri Hozumi Miyu Kato              | 6–2, 6–3         |